# 자크 시라크
자크 르네 시라크(프랑스어: Jacques René Chirac 듣기 (도움말·정보), 문화어: 쟈끄 쉬라끄, 1932년 11월 29일~2019년 9월 26일)는 프랑스 공화국의 정치인이자 제22대 대통령이다. 1995년 5월 17일부터 2007년 5월 16일까지 그 직을 수행했다.  대통령으로서 그는 또한 당연직 안도라 공동공과 레지옹 도뇌르 훈장의 기사단장을 지냈다.  파리 정치 대학(프랑스어: Institut d'Etudes Politiques de Paris)과 국립행정학교(프랑스어: École Nationale d'Administration)에서 전공을 마치고 시라크는 고급 공무원으로 자신의 경력을 시작하였고, 곧 정계에 입문하였다. 이후 농림부 장관 (1972년-1974년), 내무 장관 (1974년), 두 차례의 총리 (1974년-1976년, 1986년-1988년), 파리 시장 (1977년-1995년) 등 다양한 요직을 거쳐 마침내 프랑스의 대통령이 되었다.  시라크는 프랑수아 미테랑의 뒤로 두번째로 장기적으로 지낸 대통령 (2개의 전체 기간, 처음에 7년 그리고 두번째에 5년)이었다.  그와 그의 전임자 미테랑은 엘리제궁에서 2개의 전임 기간들을 지낸 단 2명의 대통령들이다.  시라크는 프랑스 제5공화국에서 두차례의 총리를 지내는 데 단 하나이다.

그의 국내 정책들은 낮은 세율, 가격 통제의 철폐, 범죄와 테러리즘을 위한 강한 형벌과 기업 민영화를 포함하였다.  그는 또한 더욱 사회적으로 책임이 있는 경제 정책을 위하여 주장하여 사회적 접합성을 치유하는 것에 관한 플랫폼에 선거 운동을 벌인 후, 1995년 대통령에 당선되었다.  국가 주도, 국가의 지향적 이상에 근거를 둔 그의 경제 정책들은 시라크가 "앵글로색슨 극단론자의 자유주의"로 유명하게 묘사한 영국의 자유방임주의 정책들에 반대하였다.  2003년 그는 이라크 침공을 반대하여 유엔에서 자신의 거부권을 행사하는 데 위협하였다.  그후에 미국이 이끈 침공은 명시적인 유엔의 명령 없이 진행되었다.  부패 혐의는 그의 유산을 흐리게 하여 파리 시장으로서 그의 18년의 세월부터 시작되었다.  그의 경제 정책들은 그의 기간 동안 상승하는 실업과 함께 크게 성공하지 못했다.  하지만 이라크에서 그의 전쟁에 반대는 그의 인기가 떨어지고 있다는 것을 깨달았다.  외교를 옹호한 그는 또한 미국이 아닌 유엔이 전쟁 이후의 국가 건설과 재건을 이끌어야 한다는 것을 강하게 주장하였다.

## 가족
파리에서 회사 관리자 프랑수아 시라크 (1893년-1968년)와 주부 마리루이즈 발레트 (1902년-1973년)의 아들로 태어났다.  그의 2명의 조부들이 교사들이었던 사실에 불구하고 둘다의 가족들은 농민 주식들이었다.  그는 로마 가톨릭 신자였다.
시라크는 외동 아들 (그의 누이 자클린은 그의 출생 전에 유아기에 사망)이었다.  그는 파리에 있는 리세 카르노 (프랑스어: Lycée Carnot)와 리세 루이르그랑 (프랑스어: Lycée Louis-le-Grand)에서 교육을 받았다.  자신의 바칼로레아 후, 그는 석탄 운송선에 선원으로서 3개월을 지냈다.
1956년 그는 베르나데트 쇼드롱 드 쿠르셀과 결혼하여 2명의 딸 - 로랑스 (1958년 3월 4일생)과 클로드 (1962년 1월 14일생)를 두었다.  어린 시절부터 신경성 식욕부진증을 겪은 로랑스가 자신의 부친의 정치 활동에 참여하지 않았던 동안 클로드 시라크는 대중 관계 보조자와 개인 고문을 지냈다.  자크 시라크는 클로드가 프랑스의 유도 선수 티에리 레이와 연애에 의하여 마르탱 레이시라크의 조부이다.
자크와 베르나데트 시라크는 또한 위탁녀 안 다오 트락셀이 있다.

## 초기 정치 경력 (1950년대-1973년)
공생활에 들어가는 데 샤를 드골 장군에 의하여 영감을 받은 시라크는 1950년대에 지속적으로 문관 근무 경력을 수행하였다.  이 시기 동안 그는 프랑스 공산당에 입당하였다.  그는 뤼마니테 신문의 사본을 팔고 공산주의 세포의 회의에 참여하였다  1950년 그는 소련에서 영감을 받은 핵무기의 그지를 위한 스톡홀름 호소를 서명하여 미국으로 자신의 첫 비자를 신청했을 때 의문되는 데 자신을 위하여 충분했다.  1953년 파리 정치 대학을 졸업한 후, 그는 1957년 프랑스의 최고 문관들을 훈련시키는 엘리트층 경쟁이 치열한 프랑스 국립행정학교에 입학하기 전에 하버드 대학교의 여름 학교를 다녔다.
시라크는 자신의 세월의 학생들 중에 자신이 1위를 했던 것으로부터 소뮈르에서 기갑 기병대의 예비군 장교로 훈련을 받았다.  그러고나서 그는 알제리 전쟁에서 싸우는 데 자원하여 그를 공산주의에 의심하고 그를 장교로 만들고 싶지 않았던 자신의 상관들의 예약에 불구하고 거기에 보내지는 데 개인적 관계들을 이용하였다.
1959년 국립행정학교를 떠난 후, 그는 권위있는 감사원에서 사무관이 되어 계급들을 통하여 재빠르게 올라갔다.  1962년 4월 초쯤에 시라크는 총리 조르주 퐁피두의 개인 참모 책임자로 임명되었다.  이 임명은 시라크의 정치 경력을 발포하였다.
퐁피두는 시라크를 그의 제자로 숙고하였고 일을 처리하는 그의 기술 때문에 "나의 불도저"로서 그를 언급하였다.  "불도저"라는 별명은 프랑스의 정치적 동아리에 잡혔다.  퐁피두의 제안에 시라크는 1967년 프랑스 하원에서 의석을 위하여 드골주의자로서 출마하였다.  그는 그의 가족의 출신지이나 좌파의 거점 코레즈를 위하여 의원으로 선출되었다.  드골주의 썰물의 맥락에서 이 놀라운 승리는 그에게 사회 담당 국가 비서관으로서 정부에 입문하는 데 허락하였다.  드골주의자로보다 더욱 퐁피두주의자였어도 시라크는 1940년 6월 18일 항소 당시 장군의 유일한 동반자에게 결혼에 의하여 관련된 드골의 주변 환경에 잘 적응하였다.
1968년 학생과 근로자들의 파업들이 프랑스를 흔들었을 때 시라크는 휴전을 협상하는 것에 중앙적 역할을 했다. 그러고나서 경제 담당 국가 비서관 (1968년-1971년)으로서 그는 경제부와 재무부를 맡았던 발레리 지스카르 데스탱과 가깝게 일했다.  당시 명성으로 올라간 국립행정학교에서 온 젊은 기술 관료인 시라크는 아스테릭스 그래픽 노블에서 전형적으로 뛰어난 졸업생으로 묘사되었다.  프랑스 의회와 관련된 내각에서 몇달 후에 시라크의 첫 고위직은 1969년 대통령으로 선출되었던 자신의 조언자 조르주 퐁피두 아래 농림부 장관이 되었을 때 1972년에 왔다.  농림부 장관으로서 시라크는 그가 프랑스의 이해 관계가 충돌했던 미국, 서독과 유럽 위원회의 농업 정책들을 공격했을 때 처음으로 국제적인 주목을 받았다.  1974년 2월 27일 레몽 마르셀랭의 사임 후, 시라크는 내무 장관으로 임명되었다.  3월 21일 SAFARI 정세가 르 몽드 신문에 의하여 밝혀졌다.  1974년 3월부터 그는 당시 1976년을 위하여 예정이 잡혔던 대통령 선거를 위한 준비와 함께 퐁피두 대통령에게 위탁을 받았다.  하지만 이 선거들은 4월 2일 퐁피두의 갑작스런 사망 때문에 제기되었다.
시라크는 피에르 메스메르 총리의 뒤에 드골주의자들을 규합하고 싶었으나 이것을 헛된 일이었다.  피에르 샤방델마스는 "퐁피두주의자"들의 비난에 불구하고 자신의 후보직을 공고하였다.  시라크와 다른이들은 의회적 다수의 비드골주의 일부의 지도자 지스카르 데스탱의 호의에 43 판을 발행하였다.  지스카르 데스탱은 몇년의 세월에 프랑스의 가장 경쟁적 선거 운동 후에 퐁피두의 후임으로서 당선되었다.  그 대가로 새 대통령은 내각을 이끄는 데 시라크를 선택하였다.

## 총리 재임 (1974년-1976년)

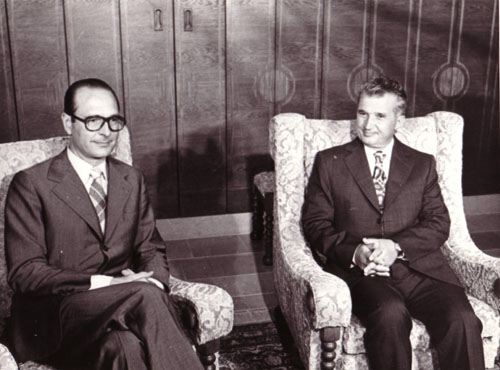
루마니아의 니콜라에 차우셰스쿠 대통령과 함께 (1975년)

지스카르 데스탱이 대통령이 되었을 때 그는 의회적 다수의 "지스카르 데스탱주의"와 "비지스카르 데스탱주의" 파벌을 화해시크는 목적에 1974년 5월 27일 시라크를 총리로 지명하였다.  41세의 비교적 젊은 나이에 시라크는 프랑스 정치 인생의 "어린 늑대들"의 매우 모델로서 돋보였다.  그러나 그는 이전의 대통령 선거 운동이 있던 동안 자신의 역할을 위하여 배신자로 자신을 숙고했던 "드골주의 남작들"의 적대감에 직면하였다.  1974년 12월 그는 드골주의 정당 공화국민주연합의 더욱 높은 직위의 인물들의 의지에 반하여 그 당을 이끌었다.
총리로서 시라크는 지스카르 데스탱에 의하여 제안된 사회 개혁들에 불구하고 국가와 유럽의 독립 같이 기본 교리가 유지될 드골주의자들에게 재빨리 설득에 착수하였다.
시라크는 퐁피두의 두 전직 고문들 피에르 쥐예와 마리프랑스 가로에 의하여 조언을 받았다.  이 둘은 1974년 샤방델카스를 상대로 선거 운동을 결성하였다.  그들은 자신들이 지스카르 데스탱의 정책이 보수 유권자들을 당황하게 했기 때문에 그와 충돌을 주장하였다.  자신에게 권한을 주는 데 지스카르 데스탱의 의지가 없음을 인용한 시라크는 1976년 총리로서 사임을 하였다.  드골주의 공화국민주연합을 신드골주의 공화국연합으로 재구성하는 목표로 프랑스의 몇몇의 보수적 정당들 중에 자신의 정치적 기반을 구축하기 시작하였다.

### 오시락 논쟁
1974년 12월 당시 이라크의 부통령이나 사실상 독재자 사담 후세인은 공식 방문을 위하여 시라크를 바그다드로 초청하였다.  시라크는 승낙하고 이듬해 이라크를 방문하였다.  사담 후세인은 이라크 석유의 23 퍼센트 공유에 추가로 프랑스의 석유 회사들에게 다수의 특권들을 승인하는 거래를 찬성하였다.  1974년 9월 5일에 선언에서 시라크는 사담 후세인에 관하여 다음과 같이 말했다. - 
당신은 나의 개인적 친구입니다.  나의 존경심과 배려, 그리고 유대감을 당신에게 확신시켜 드리겠습니다.
이 거래의 일부로서 프랑스는 핵무기들을 시험하는 데 디자인된 타입 오시락 MTR 원자로를 이라크에게 팔았다.  이스라엘 공군은 이후에 오시락 원자로를 투하하여 프랑스 공무원들과 유엔 안전 보장 이사회로부터 숙고적인 화를 일으켰다.  논쟁은 미국이 이라크를 침공하기로 결정했을 때 2002년-2003년의 세월에 일어났다.  다른 서방의 국가들과 함께 프랑스는 그런 침입을 방지하는 노력을 이끌었다.  가장 두드러지게 미국을 포함한 전체의 서방 국가들이 이라크와 비지니스를 하고 있었을 당시 만들어진 오시락 거래는 그러고나서 이라크 침공에 호의를 가진 미국의 매체의 큰 부분에 의하여 이끌어진 선전 캠페인에 의하여 이용되었다.

## 파리 시장 (1977년-1995년)
내각으로부터 떠난 후, 시라크는 대통령직을 얻는 목적에 우익에 리더십을 차지하는 것을 원하였다.  공화국연합은 지스카르 데스탱 대통령을 성대로 선거 기계로서 구상되었다.  역설적이게도 시라크는 프랑스 제3공화국 (1871년-1940년)의 지도자들이 수도 도시에 대한 지방 정부의 통제가 시장에게 너무 많은 권력을 주는 것을 두려워했기 때문에 1871년 파리 코뮌 이래 보류 중이었던 파리 시장의 직무를 창조하는 지스카르 데스탱의 결정으로부터 혜택을 받았다.  1977년 시라크는 대통령의 가까운 친구 미셸 도르나노를 상대로 후보로서 출마하여 선거를 이겼다.  파리 시장으로서 시라크의 정치적 영향력이 자라났다.  그는 이 직위를 1995년까지 보유하였다.
시라크는 시장으로서 파리에서 머무는 데 기업들을 위하여 보상책을 제공한 동안 노인, 장애인과 독신 모친들을 돕는 프로그램들을 제공하였다.  그의 상대들은 그가 후견주의 정책들을 설치하고 주택 비용에 사무소 건물들에 호의를 가지고 임대료를 높이고 근로자들의 상황을 최악으로 만들었다는 것을 주장한다.
시장으로서 자신의 기간 동안 일어난 일부 정치인과 보자관들의 중범죄 유죄 판결로 이어진 여러 부패 혐의 사건에 연루되었다.  하지만 1999년 논쟁적인 사법적 결정은 시라크가 프랑스의 대통령이었을 때 그에게 면책원을 부여하였다.  그는 이 문제들에 증언을 거부하여 그것이 자신의 대통령 기능과 양립할 수 없다는 것을 주장하였다.  1977년부터 1995년까지 대리인으로서 시라크가 자신의 의석을 보유했던 코레즈 지방으로부터 온 대략 35,000명 중에 2000명과 함께 그 지방자치 단체 직원들이 25 퍼센트에 의하여 뛰어오른 파리 시청 운영에 관한 조사들은 공공 판매 규정 혹은 공동의 빚에 대한 투명성 부족도 문제이면서 대통령으로서 그를 심문하는 것은 법적으로 불가능인 것에 의하여 좌절되었다. 시라크의 가까운 친구 제롬 모노에 의하여 당시 지도된 제네랄 리옹에 의하여 매우 저렴하게 구입된 파리의 수자원 조직망의 민영화 상태들도 또한 비판을 받았다.  더욱 나가서 풍자적인 신문 르 카나르 앙셰네는 로제르 로마니에 의하여 경영된 비용으로 파리의 지방자치제에 의하여 지불된 "식비"의 높은 금액 (카나르에 의하면 한해에 1천 5백만 유로)인 것을 드러냈다.  많은 정치, 매체와 예술인들이 도시에 의하여 소유된 개인 아파트들에 묵었던 동안 수천명의 국민들은 각해에 시청 환영회에 초대를 받았다.
그가 시장직을 떠날 때 시라크의 법적인 면책이 끝나고 2007년 11월 그에게는 공금 횡령 혐의가 가처분 신청으로 제기되었다.  시라크는 범죄 조사 아래 정식으로 놓이는 데 첫번째 프랑스 국가원수인 것으로 말해졌다.

## 우익 리더십을 위한 투쟁
1978년 그는 지스카르 데스탱의 친유럽 정책을 공격하였고 처음에 퐁피두에 의하여 요구되었던 마리프랑스 가로와 피에르 쥐예에 의하여 시작된 그해 12월 〈코섕의 취소〉와 함께 민족주의적 전환을 이루었다.  충돌 후 코섕 병원에 입원했던 그는 그러고나서 "항상 그렇듯이 프랑스의 처침에 대해서 친외당은 그 평화롭고 안심시크는 음성과 함께 활동한다"는 것을 선언하였다.  더욱 나가서 그는 이후에 국민전선에 가입할 지식인 이방 블로를 1979년 유럽 선거를 위하여 자신의 선거 운동의 책임자로 임명하였다.  그럼에도 불구하고, 이미 설립된 지스카르 데스탱과 경쟁은 더욱 더 강렬해졌다. 2개의 프랑스 우익 가족들 - 시라크에 의하여 대표된 보나파르트파와 지스카르 데스탱에 의하여 대표된 오를레앙파 사이에 투쟁으로서 역사가들에 의하여 가끔 해석되어 왔어도 역사가 알랭 제라르 슬라마에 의하면 사실 둘다 자유주의적, 오를레앙파의 전통의 일원들이었다고 한다.  그러나 드골주의 남작들과 지스카르 데스탱 대통령의 퇴거는 강한 신드골주의적 입장을 취하는 데 시라크를 설득하였다.
1981년 프랑스 대통령 선거에서 시라크는 처음에 지스카르 데스탱을 상대로 대통령을 위하여 출마했으므로 중도우파의 투표를 갈라놓았다.  그는 첫 라운드에서 18 퍼센트로 탈락하였고 그러고나서 그는 두번째 라운드에서 지스카르 데스탱을 마지못해 지지하였다.  그는 공화국연합 투표인들에게 지시하는 데 거부하였으나 대다수에 의하여 선출된 프랑스 사회당 부호 프랑수아 미테랑의 사실상의 지지와 같았던 "개인적인 자격으로" 현직 대통령을 지지했다는 것을 말했다.
지스카르 데스탱은 자신의 패배에 시라크를 핑계대었다.  그는 미테랑이 사망 전에 후자가 선거가 열리기 전에 시라크에게 부인했다는 것이 말해졌다.  시라크는 자신이 "지스카르 데스탱을 없애고" 싶었다는 것을 사회당 후보에게 말했다.  자신의 회고록에서 지스카르 데스탱은 두 라운드 사이에 자신이 공화국연합 본부에 전화를 했다는 것을 썼다.  그는 자신의 음성을 바꾸면서 우익의 투표인으로서 세상을 떠났다.  공화국연합 직원은 그에게 "틀림없이 지스카르 데스탱을 뽑지 말라"고 조언하였다.  1981년 후에 두 사람 사이의 관계는 자신이 아무리 시라크와 똑같은 연정에서 있었어도 지스카르 데스탱과 함께 약간 긴장되어 시라크의 활동들을 비판하는 데 기회들을 택하였다.
1981년 5월 대통령 선거 후에 우익도 또한 동년 입법 선거를 패하였다.  하지만 지스카르 데스탱은 지쳤고 시라크는 우익 야당의 당수로서 나타났다.  사회당 정부의 경제 정책에 대항하는 자신의 항의 때문에 만약 이것들이 드골주의 독트린과 대응하지 않아도 그는 진보적으로 당시의 자유주의적 의견에 동조하였다.  특히 극우의 국민전선이 자라난 동안 비례대표제 선거법의 이득을 취했던 그는 프랑스 민주연합과 함께 선거 플랫폼을 서명하였다.

## 첫 "동거" (1986년-1988년)

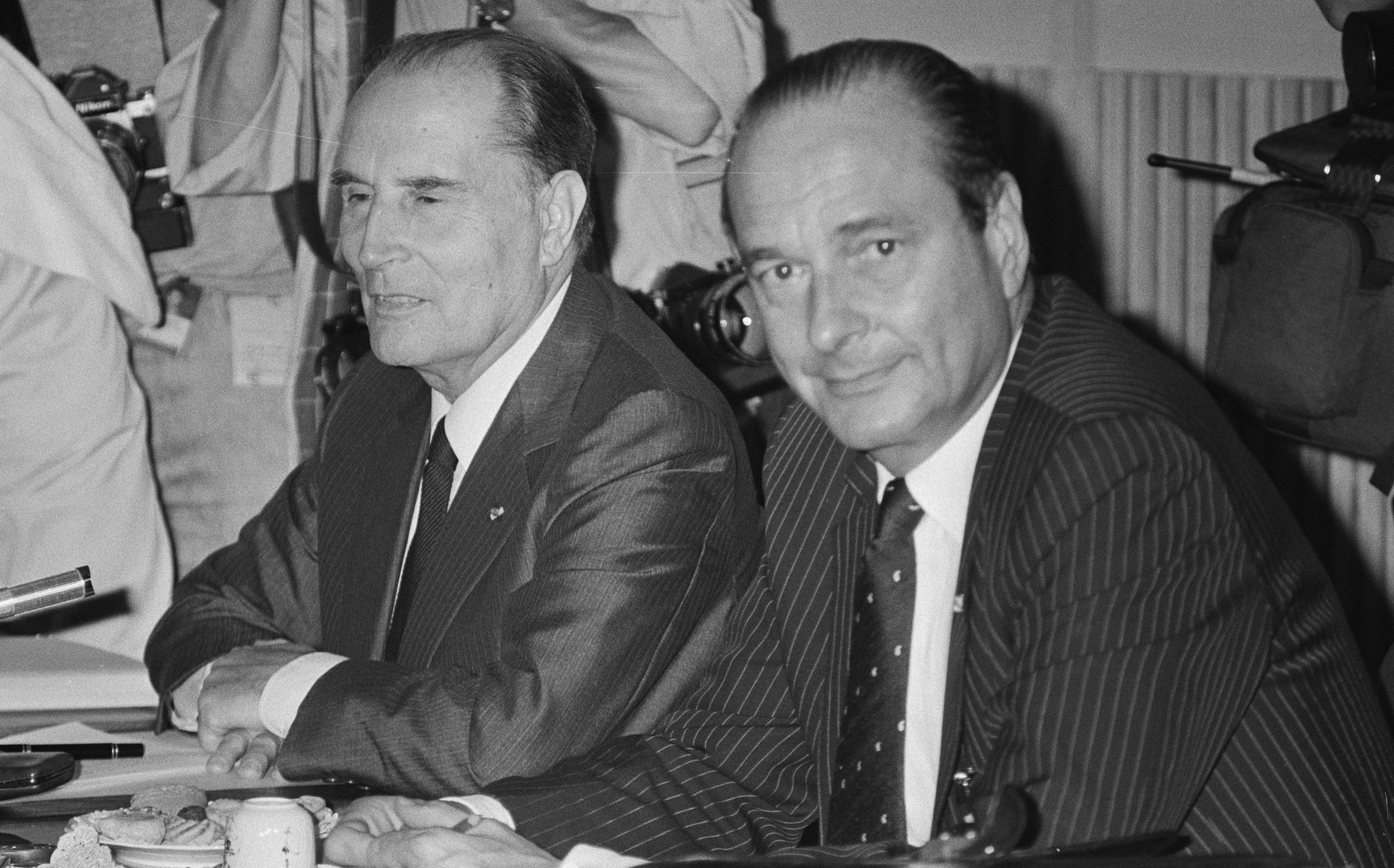
프랑수아 미테랑 대통령과 함께 (1986년)

1986년 선거에서 공화국연합-민주연합의 우익 연정이 약간의 과반수를 얻어 미테랑은 시라크를 총리로 임명하였다.  동거로 알려진 이 권력 분점 합의는 시라크에게 국내 정세에서 지도력을 주었다.  하지만 그것은 정통적으로 미테랑이 자신의 총리를 앝보는 데 공화국의 대통령에게 승인된 분야들을 이용하거나 대통령직, 국방과 외교의 "보류된 영역"을 이용했다는 것에 결론을 내렸다.

## 두번째 내각 (1986년 3월 20일-1988년 5월 12일)
시라크의 내각은 다수의 공기업들을 팔아 로랑 파비위스의 사회당 정부 아래 창시된 자유화를 새롭게 하였고 미테랑 정부에 의하여 결정된 매우 높은 자원들에 상징적인 세금으로 부에 연대세를 폐지하였다.  다른 곳에서 대학 개혁을 위한 계획은 1986년 말리크 우세키네로 불린 한 청년이 경찰에 의하여 실해되었을 때 위기를 초래하여 큰 데모들과 제안의 철회로 이끌었다.  그것은 이 사건이 시라크에게 강하게 영향을 미친 것으로 다른 학생들의 통곡이 있던 동한 말해졌다.
외교 정책들에 관한 첫번째 조치들 중의 하나는 당시 72세의 나이에 저널리스트 스티븐 스미스에 의하여 대륙에 "전체 조직망들의 아버지"로 불리었던 드골과 그의 후계자들의 아프리카 문제들을 위하여 지도적인 조언자로 지내온 자크 포카르 (1913년-1997년)를 도로 초대하는 것이었다.  샤를 파스카와 더불어 드골주의 서비스 활동 시민학 (1982년 미테랑에 의하여 해산)을 공동으로 창립하고 "프랑사프리크" (프랑스어: Françafrique)의 주요 구성 요소였던 포카르는 1995년 시라크가 대통령 선거를 이겼을 때 다시 엘리제궁으로 불러들여졌다.
더욱 나가서 누벨칼레도니에서 반식민지 운동들에 의하여 직면된 시라크 총리는 우베아 동굴에서 분리주의자들에게 군사 개입을 명령하여 몇명의 비극적인 사망으로 이끌었다.
주장한 바에 의하면 그는 장마리 르펜의 우익 정당 국민전선과 아무 동맹을 거부하였다.

## 1988년 대선과 그후
시라크는 대통령직을 추구하고 1988년 프랑스 대통령 선거에서 두번째로 미테랑을 상대로 출마하였다.  그는 첫 라운드에서 투표의 20 퍼센트를 얻었으나 두번째에서 46 퍼센트 만으로 패하였다.  그는 내각으로부터 사임을 하고 우익은 다음 입법 선거를 패하였다.
처음으로 공화국연합에 그의 리더십이 도전되었다.  샤를 파쿠아와 필리프 세갱은 그의 드골주의 독트린의 포기를 비판하였다.  우익에서 정치인들의 새로운 세대 "혁신 남자들"은 시라크와 지스카르 데스탱을 선거 패배에 책임이 있다고 비난하였다.  1992년 확신한 남자는 반유럽 정책을 옹호하는 것에 대통령이 되지 못하여 그는 "no"라고 선택한 파스카, 세갱과 공화국연합 투표인들의 다수의 의견에 반대하여 마스트리흐트 조약에 국민 투표에서 "yes"로 투표하였다.  시라크는 후자가 지방 인구에 의하여 "도둑"으로 불려왔어도 시라크는 자신이 펠릭스 우푸에부아니를 지지했던 아비장 (코트디부아르)로 갔다.  그러고나서 시라크는 다당제는 "일종의 사치"였다는 것을 선언하였다.
그럼에 불구하고 우익은 1993년 입법 선거를 이겼다.  시라크는 자신이 총리로서 돌아오는 데 원하지 않았다는 것을 공고하여 2년 후에 자신을 상대로 대통령직을 위하여 출마하지 않겠다고 약속한 에두아르 발라뒤르의 임명을 제안하였다.  하지만 긍정적인 여론조사로 이득을 얻은 발뤼다르는 다수의 우익 정치인들의 지지와 함께 대통령 후보가 되기로 결정하였다.  당시 시라크는 샤를 파카, 니콜라 사르코지와 발라뒤르의 후보직을 지지했던 자들을 포함한 다수의 친구와 동맹자들과 깨졌다.  "충실한 자들"의 작은 단체는 알랭 쥐페와 장루이 드브레를 포함하여 그와 함께 남아있을 것이었다.  2007년 사르코지가 대통령이 되었을 때 쥐페는 프랑수아 피용 정부에서 지내는 데 "시라크주의자"들 중의 하나였다.

## 대통령으로서 첫 기간 (1995년-2002년)

엘리제궁에서 빌 클린턴과 시라크 (1999년)

1995년 프랑스 대통령 선거 운동이 열린 동안 시라크는 우익에 자신의 도전자에 의하여 대표된 "유일한 생각"을 비판하고 사회적 분열을 줄이는 데 약속하여 자신을 더욱 중도에 놓아 발라뒤르를 급진화시켰다.  궁극적으로 그는 첫 라운드에서 발라뒤르보다 더욱 많은 투표들 (20.8 퍼센트)을 얻고 그러고나서 두번째 라운드에서 52.6 퍼센트로 사회당 후보 리오넬 조스팽을 꺾었다.
시라크는 세금 감면과 직업 프로그램들의 플랫폼에서 선출되었으나 그의 정책들은 직무에서 자신의 첫 몇달 동안 노동 파업들을 완하시키는 데 적은 일을 하였다.  국내 전선에 시라크와 그의 보수주의 총리 쥐페에 의하여 소개된 신자유주의 경제적 긴축 조치가 높이 인기가 없던 것으로 증명하였다.  거의 동시에 그 일은 다른 혜택도 있으면서 쥐페와 다른이들이 공공 주택을 위하여 우대 조건들을 얻었던 것이 명백하게 되었다.  그해의 말기에 시라크는 1968년 5월 이래 가장 큰 파업들 중의 하나인 총파업에서 1995년 11월-12월 스스로 변한 주요 근로자들의 파업들을 향했다.  데모들은 연금 개혁에 쥐페의 계획에 대항하여 대부분 구덩이로 이루어졌고 후자의 해고로 이끌었다.
직무를 차지한지 짧은 후에 환경 단체들에 의한 국제적 항의들에 굴하지 않았던 시라크는 포괄적 핵실험 금지 조약을 맺기 몇달 전에 1995년 프랑스령 폴리네시아에 있는 무루로아 환초에 핵무기 실험들의 재개를 주장하였다.  비판으로 반응한 시라크는 1935년 프랑스가 자신을 재무장을 시작했을 때르 지적하였고 이 일은 비판을 불러들였으나 후속의 이벤트들의 빛에서 본질적인 것을 증명하였다.  1996년 2월 1일 시라크는 프랑스게 그 핵무기 실험을 "한번에 전체로" 끝냈던 것을 공고하여 포괄적 핵실험 금지 조약으로 가입할 의향이 있다고 말했다.
프랑스 공화국의 대통령으로 선출된 그는 국방부와 외무부의 요구들에 불구하고 아프리카에서 프랑스 군사 기지들의 존재를 논의하는 데 거부하였다.  그러므로 프랑스 육군은 오마르 봉고의 가봉은 물론 코트디부아르에 남아있다.
1997년 시라크는 자신의 보수적 경제 개혁을 위하여 지지를 강화하는 데 디자인된 도박에서 초기 입법 선거들을 위히여 의회를 해산하였다.  그러나 대신 그것은 대소동을 창조하였고 그의 권력은 이어지는 반발에 의하여 약해졌다.  좌익에 다른 정당들에 가입한 사회당은 건전하게 시라크의 보수적 동맹자들을 꺾어 5년간 지속된 총리로서 조스팽과 동거의 새로운 기간으로 시라크를 강요하였다.
동거는 시라크의 대통령직의 권력을 상당히 약하게 했다.  헌법 회의에 의하여 프랑스 대통령은 외교와 군사 정책 만을 통치하고 그때마저 자금 할당은 의회의 통치 및 총리의 상당한 영향력 아래 있다.  의회의 해산과 새로운 선거들을 위한 요구의 부족에 대통령은 범죄, 경제와 공공 서비스를 여기는 공공 정책에 영향을 주는 데 적은 권력과 남아있었다.

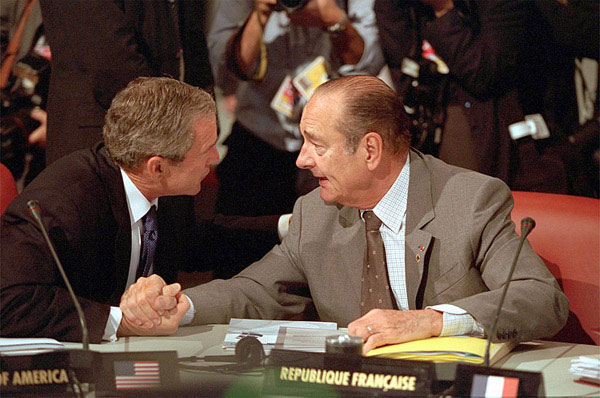
2001년 제노바에서 열린 G8 정상 회의에서 부시 대통령과 함께

그럼에 불구하고 그의 직위는 파리의 지방자치제에 의하여 공화국연합의 자금 조달에 관한 스캔들에 의하여 약해졌다.  사회당의 베르트랑 들라노에에 의하여 대표된 좌익이 수도 도시의 시의회에서 다수에 이겼다.  파리 시청에서 시라크의 후임자 장 티베리는 파리의 HLM에서 권력 남용의 혐의들에 1999년 6월에 조사 아래 놓인 후 사임하는 데 강요되었다.  2000년 9월 12일 티베리는 시라크의 정당 공화국연합으로부터 쫓겨났고 11월 18일 피가로 잡지에 "자크 시라크는 더 이상 나의 친구가 아니다"라고 선언하였다.  9월 22일 르 몽드 신문에 의하여 메리 (Méry) 비디오 테이프의 출시 후, 공화국연합의 자금 조달의 담당에 장클로드 메리는 시라크를 조직망의 결성으로서 직접 고발하였고 메리가 시라크의 개인적 비서 미셸 루생에게 5백만 프랑의 현금을 주었을 때 1986년 10월 5일 육체적으로 존재해 왔던 시라크는 판사 에릭 알펭과 역할 중에 그가 접종이 불가능했던것을 선언한 프랑스 정의의 가장 높은 단계들에 의하여 자신의 소환을 따르는 것을 거부하였다.
자신의 2개의 기간들 동안 그는 105 퍼센트에 의하여 엘리제궁의 총예산을 증가시켰으며 대통령 차량의 수를 두배로 하고, 동시에 자신이 고용한 사람들이 963명이었던 총수로 여분의 145명의 고용주를 기용하였으며 궁전을 방문하는 내빈들을 위하여 매입된 음주에 한해 1백만 유로를 썼다.

### 국방 정책
프랑스 육군의 총사령관으로서 그는 자신의 전임자가 한대로 프랑스의 군사비를 줄였다.  1998년 항공모함 클레망소는 37년의 서비스 후에 폐기되었고, 2년후에 또다른 항공모함은 37년의 서비스 후에 폐기되어 2001년 샤를 드골 항공모함이 위임을 받았을 때 2001년까지 프랑스 해군을 항공모함 없이 남겨두었다.  그는 또한 핵무기에 지출을 줄이기도 했다.

## 대통령으로서 두번째 기간 (2002년-2007년)

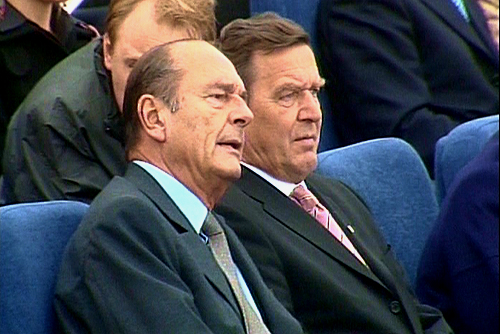
게르하르트 슈뢰더 독일 총리와 시라크 (2003년)

69세의 나이에 시라크는 2002년 자신의 4번째 대통령 선거 운동을 향했다.  그는 그해 4월에 대통령 선거의 투표의 첫 라운드에서 5명 중 1명 미만의 유권자의 첫 선택이었다.  그것은 선거의 두번째 라운드에서 그가 현직 총리 리오넬 조스팽을 향할 것으로 기대되어 왔으며 대신 시라크는 논쟁적 극우 정치인 국민전선의 장마리 르펜으 향하여 압도적인 표차 (82 퍼센트)로 재선에 성공하였으며 그것이 시라크에게 투표하는 의미한다고 해도 국민전선 외부의 전체의 정당들은 르펜에게 반대를 요구하였다.  프랑스 전국에서 2개의 선거 라운드 사이에 큰 데모들이 기간을 표시한 동안 "파시스트가 아닌 사기꾼에게 투표하라" 혹은 "당신의 코에 빨래집게로 투표하라" 같은 슬로건들이 나타났다.

### 인기 없음
시라크는 자신의 두번째 기간 동안 증가적으로 인기가 없게 되었다.  2006년 경제학자는 시라크가 "제5공화국 역사상 엘리제궁의 가장 인기없는 점유자이다"라는 것을 썼다.

### 조기
조스팽의 패배에 이어 좌익의 사회당이 혼란 속에 있으면서 시라크는 우익에 정치를 재결성하여 새 정당 - 시초적으로 대통령 다수 연합, 그러고나서 대중운동연합을 설립하였다.  공화국연합은 무너지고 다수의 당원들은 유럽회의주의 이탈 세력을 형성하였다.  프랑스 민주연합은 대통령 여론조사를 쉽게 따랐던 의회 선거를 이겼다.
2005년 7월 21일 마다가스카르로 공식 방문 동안 시라크는 80,000명과 90,000명 사이에 사망으로 놓았던 1947년 말라가시인의 반란의 억압을 "받아들일 수 없는 것"으로 묘사하였다.
국가 개입에 과거 반대에도 불구하고 시라크 정부는 문제가 있는 제조업 거물 알스톰에게 28억 유로 원조를 찬성하였다.  2004년 10월 시라크는 알스톰이 중화인민공화국에서 훗날의 투자에 관한 계약과 약속들에 1억 유로 이상이 주어졌던 후진타오 주석과 무역 협정을 맺었다.

### 암살 시도
2002년 7월 14일 혁명 기념일 축제가 열린 동안 시라크는 기타 케이스에 숨겨진 총과 함께 한 홀로의 총기 휴대자에 의한 암살 시도를 살아남았다.  지망하는 암살범은 구경꾼들에게 압도당하기 전에 대통령 자동차 행렬을 향하여 총을 쏘았다.  총기 휴대자 막심 브뤼네리는 심리 검사를 받았고 그가 연간되었던 폭력적인 극우 단체 급진하 연합도 그러고나서 행정적으로 해산되었다.

### 2005년 유럽 헌법에 국민 투표
2005년 5월 29일 프랑스에서 제안된 유럽 헌법을 국가가 비준해야 하는지 여부를 결정하는 데 국민 투표가 열렸다.  결과는 69 퍼센트의 투표율에 따라 헌법을 거절하는 투표인들의 55 퍼센트와 함께 No 캠페인을 위한 승리였으며 유럽 헌법을 지지한 중도좌파의 일부로는 물론 대중운동연합과 시라크에게 파괴적인 타격을 가했다.

### 외교 정책
게르하르트 슈뢰더와 더불어 시라크는 이라크를 향한 부시 행정부의 지휘에 반대하는 주요 음성으로 등장하였다.  극심한 미국의 압박에도 불구하고 시라크는 이라크의 대량살상무기 혐의를 없애는 데 군사력 사용을 승인할 유엔 안전 보장 이사회에서 결의 시점에서 거부권을 행사하겠다고 위협하였고 자신의 위치로 다른 정부들을 모았다.  2003년 3월 18일 시라크는 "이라크는 즉각적인 전쟁을 옳다고 주장하는 즉각적인 위협을 나타내지 않습니다."고 말했다.  그러고나서 시라크는 부시와 토니 블레어의 결정들을 지지하는 다양한 미국과 영국의 시사 해설자들의 목표물이었다.  도미니크 드 빌팽 총리는 유엔에서 전쟁에 반대하는 그의 연설로 그의 인기를 많이 얻었다.  하지만 미국 중앙정보국의 블랙 사이트와 특별한 연주 프로그램에 관한 논란들이 이어지면서 언론은 빌팽이 뉴욕 유엔 본부에서 미국의 외교 정책에 반대하고 있었던 동시에 프랑스의 특별 서비스들이 워싱턴 D. C.와 협력했다는 것을 밝혔다.  시라크는 침공 후 이라크의 재건과 국가 건설에서 미국이 아닌 유엔의 역할을 지지하였다. - "'우리는 더 이상 하나 혹은 두 나라가 다른 나라의 운명을 조종할 수 있는 시대에 있지 않다'고 시라크 씨는 유엔난민기구와 만난 후, 파리에서 기자 회견에서 말했습니다."
2005년 2월 5일 토고의 지도자 냐싱베 에야데마의 사후, 시라크는 그를 추모하고 부친을 승계할 그의 아들 포르 냐싱베를 지지하였다.  2006년 1월 19일 시라크는 프랑스의 이익에 반대하는 테러리스트 공격을 후원하는 아무 국가들에 핵무기 폭격을 방포하는 데 준비되었다는 것을 말했다.  그는 조국의 핵무기 병기고는 테러리즘을 위한 보복으로 진술적인 폭격을 만들 수 있는 능력을 포함하는 데 재구성되었다.  2006년 7월 G8은 국제 에너지 문제를 논의하는 데 만났다.  지구 온난화 문제에 대한 인식이 높아지고 있음에 불구하고 G8은 "에너지 안보" 문제들에 전념하였다.  시라크는 지구 온난화와 기후 변화 문제들을 억제하는 데 국제적 조치를 지지하는 데 G8 회의 안에서 지속적으로 음성을 냈다.  시라크는 "인류는 화산에 춤을 추고 있다"는 것과 세계의 지도적인 산업화 국가들에 의하여 다양한 조치를 위한 요구를 경고하였다.
자신의 대통령직을 통하여 그는 아프리카에서 전 프랑스 식민지들과 또한 중동에서 관계들을 향상시키는 데 노력하였다.  2003년 왜 그가 이라크 침공을 반대한 하나의 이유는 그가 프랑스가 이유와 외교를 위한 음성으로서 보이는 것을 원했던 지역에서 이것이 인기가 없을 것을 알았기 때문이었다.

### 2005년 시민 불안
파리의 외곽들에 위치한 프랑스에서 가장 가난한 코뮌들 중의 하나인 클리시수부아에서 2명의 소년의 사망에 이어 2005년 가을에 일어난 시민 불안을 잇는 데 2006년 봄에 일어난 주요 학생 항의들에 이어 시라크는 "적용하지 않고 공포함으로써" 그리고 일부가 불법이라고 주장한 자신이 철회하지 않는 출연을 준 동안 항의들을 달래는 운동에 의하여  빌팽 총리를 향한 자신의 지지를 지속하면서 제안된 최초고용계약을 철회하였다.

### 클리어스트림 사건
2006년 4월과 5월 동안 시라크 행정부는 그의 선택된 총리 빌팽이 최고 수준 프랑스의 간첩 필리프 롱도에게 2004년 후자의 주요 정치적 라이벌 니콜라 사르코지에게 비밀적 조사를 의문했던 것으로 기소되면서 위기에 처했다.  이 문제는 두번째 "클리어스트림 사건"으로 불려져왔다.

### 3번째 기간을 추구하지 않는 공고
2007년 3월 11일에 방영된 미리 녹화된 텔레비전 방송에서 시라크는 널리 예측된 운동에서 자신이 프랑스의 대통령으로서 3번째 기간을 추구하는 데 선택하지 않을 것을 공고하였다.  "프랑스를 섬기고 평화를 섬기는 것은 내가 평생 헌신해 온 것입니다."라고 시라크는 말했고 직무를 떠난 후 프랑스를 섬기는 데 새로운 방향을 찾을 것을 추가하였다.  그는 자신의 결정을 위한 이유들을 설명하지 않았다.  방송이 열린 동안 시라크는 선거를 위하여 출마하는 아무 후보들을 지지하지 않았으나 자신의 연설 중 몇분을 장마리 르펜을 위하여 투표하지 않도록 투표인들에게 위장된 호소로 간주되었던 과격 정치에 대한 호소에 할애하였고 전통적으로 르펜과 관련된 주제를 포함하지 않도록 선거 운동 방향을 정하지 말라고 사르코지에게 권고하였다.

## 이후의 세월

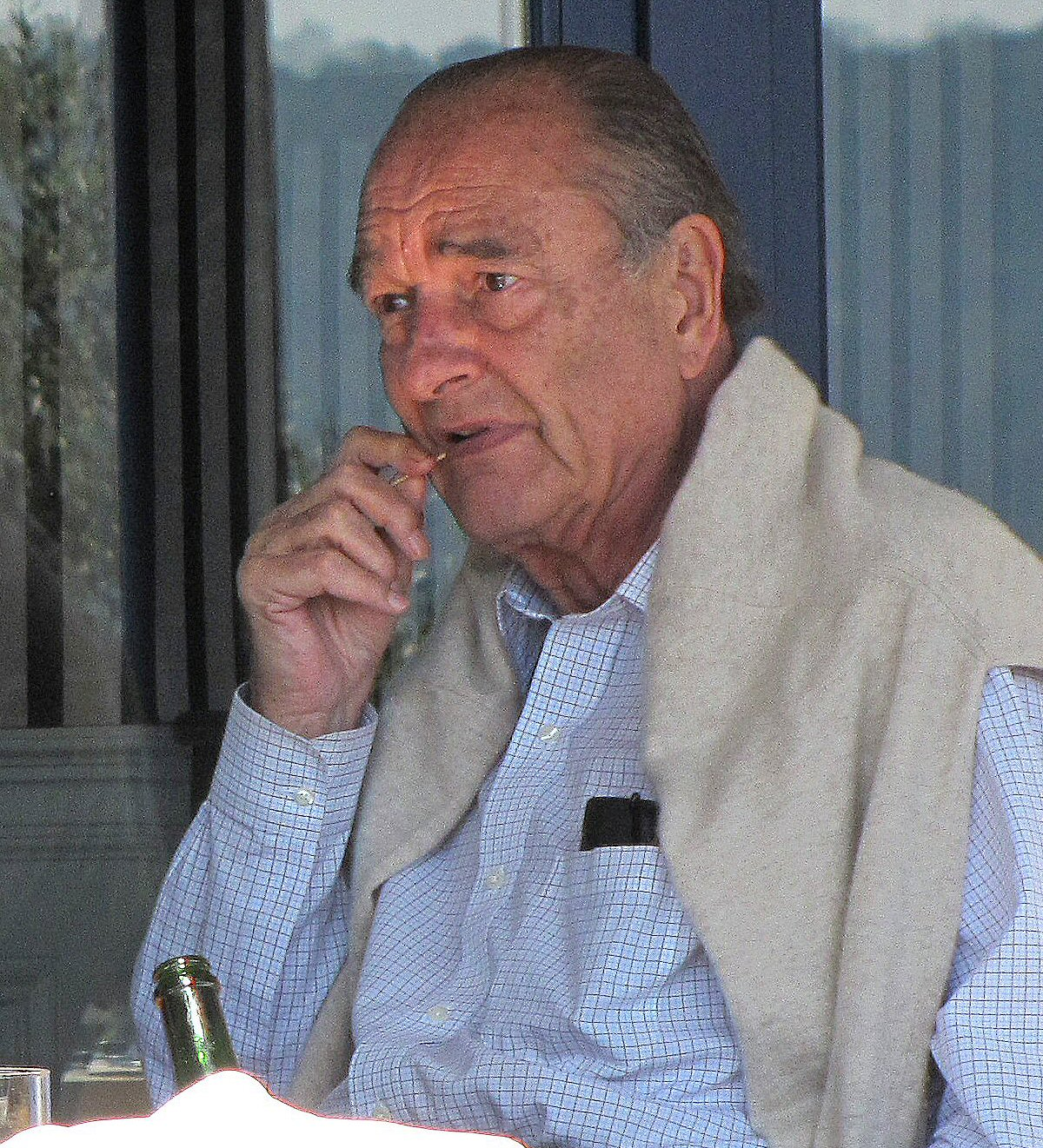
2010년 생트로페에서

자신의 대통령직이 끝난 후, 시라크는 헌법평의회의 종신 일원이 되었다.  그는 대통령직을 떠난지 6개월 후에 2007년 11월 5일 헌법평의회에서 처음으로 앉았다.  사르코지의 승리 후 즉시 시라크는 레바논의 전 총리 라피크 하리리의 가족이 그에게 빌려준 파리에 있는 케 볼테르에 180 스퀘어미터 땅콩집으로 이주하였다.  디디에 쉴레르 사건이 일어난 동안 후자는 공화국연합의 정치 캠페인들의 불법 기금에 참여한 것으로 하리리를 고발했으나 판사는 더욱 나가서의 조사들 없이 사건을 종결하였다.
직무를 떠난지 짧은 후에 그는 2008년 6월 시라크 재단을 발포하였다.  재단의 목적은 5개의 옹호 프로그램들 - 분쟁 예방, 물과 위생에 접근, 의약품과 보건에 접근, 대지의 정의 가능한 영역에 접근과 문화적 다양성의 보존을 통하여 평화를 위하여 노력하기 위해서이다.  시라크는 분쟁 예방을 위하여 재단의 해마다 수상을 위하여 배심원단을 주재하였다.

## 사망과 국장
시라크는 이후의 일생에 건강이 좋지 않았고 기억력도 상실하였다.  2019년 9월 26일 그는 파리의 저택에서 가족에 의하여 둘러싸인 가운데 사망하였다.  그의 장례 미사는 9월 30일 생쉴피스 성당에서 대주교 미셸 오페티에 의하여 거행되었고 69명의 전직 그리고 현직 국가원수와 정부 수반들을 포함하여 165개국에서 온 대표들에 의하여 참석되었다.  그날은 프랑스에서 국가 애도의 날로 선언되었고 오후 3시에 전국적으로 묵념의 시간이 열렸다.  공개 행사 이후, 시라크는 자신의 가까운 가족만 참석한 가운데 몽파르나스 묘지에 안장되었다.

## 역대 선거 결과
| 선거명      | 직책명                      | 대수 | 정당       | 1차 득표율 | 1차 득표수  | 2차 득표율 | 2차 득표수   | 결과 | 당락                    |
| ----------- | --------------------------- | ---- | ---------- | ---------- | ----------- | ---------- | ------------ | ---- | ----------------------- |
| 1967년 선거 | 하원의원 (코레즈 제3선거구) | 3대  | 공화국연합 | 42.81%     | 15,289표    | 50.74%     | 18,522표     | 1위  | 코레즈 주 하원의원 당선 |
| 1968년 선거 | 하원의원 (코레즈 제3선거구) | 4대  | 공화국연합 | 54.37%     | 19,593표    |            |              | 1위  | 코레즈 주 하원의원 당선 |
| 1973년 선거 | 하원의원 (코레즈 제3선거구) | 5대  | 공화국연합 | 51.73%     | 19,667표    |            |              | 1위  | 코레즈 주 하원의원 당선 |
| 1977년 선거 | 파리 시장                   | 11대 | 공화국연합 | 26.12%     | 222,395표   | 49.54%     | 394,628표    | 1위  | 파리 시장 당선          |
| 1978년 선거 | 하원의원 (코레즈 제3선거구) | 6대  | 공화국연합 | 54.29%     | 23,616표    |            |              | 1위  | 코레즈 주 하원의원 당선 |
| 1981년 선거 | 대통령                      | 21대 | 공화국연합 | 18.00%     | 5,225,848표 |            |              | 3위  | 낙선                    |
| 1981년 선거 | 하원의원 (코레즈 제3선거구) | 7대  | 공화국연합 | 50.60%     | 20,466표    |            |              | 1위  | 코레즈 주 하원의원 당선 |
| 1983년 선거 | 파리 시장                   | 11대 | 공화국연합 | 61.59%     | 526,101표   | 51.65%     | 68,525표     | 1위  | 파리 시장 당선          |
| 1986년 선거 | 하원의원 (코레즈 선거구)    | 8대  | 공화국연합 | 0%         | -표         |            |              | 1위  | 코레즈 주 하원의원 당선 |
| 1988년 선거 | 대통령                      | 21대 | 공화국연합 | 19.94%     | 6,063,514표 | 45.98%     | 14,218,970표 | 2위  | 낙선                    |
| 1988년 선거 | 하원의원 (코레즈 제3선거구) | 9대  | 공화국연합 | 58.05%     | 27,375표    |            |              | 1위  | 코레즈 주 하원의원 당선 |
| 1989년 선거 | 파리 시장                   | 11대 | 공화국연합 | 53.60%     | 369,231표   | 51.35%     | 169,625표    | 1위  | 파리 시장 당선          |
| 1993년 선거 | 하원의원 (코레즈 제3선거구) | 10대 | 공화국연합 | 60.68%     | 25,951표    |            |              | 1위  | 코레즈 주 하원의원 당선 |
| 1995년 선거 | 대통령                      | 22대 | 공화국연합 | 20.84%     | 6,348,375표 | 52.64%     | 15,763,027표 | 1위  |                         |
| 2002년 선거 | 대통령                      | 22대 | 공화국연합 | 19.88%     | 5,665,855표 | 82.21%     | 25,537,956표 | 1위  |                         |